# Knjige u 2001.
◄◄ | ◄ | 1998. | 1999. | 2000. | 2001.  | 2002. | 2003. | 2004. | ► | ►►
Arhitektura • Astronautika • Astronomija • Biologija • Film • Fotografija • Glazba • Kazalište • Kemija • Kiparstvo • Knjige • Književnost • Kršćanstvo • Meteorologija • Medicina • Planinarstvo • Politika • Pravo • Promet • Slikarstvo • Strip • Šport • Televizija • Znanost • Zrakoplovstvo • Željeznički promet
Knjige u 2001.

## Hrvatska i u Hrvata

### B
- Baudolino, Umberto Eco. Prevoditelj: Lia Paić. Nakladnik: Izvori. Broj stranica: 476. Povijesni romani. ISBN 953-203-100-6
- Bijeli zamak, Orhan Pamuk. Prevoditelj: Marinko Raos. Nakladnik: Vuković & Runjić. Broj stranica: 208. Beletristika. ISBN 953-679-121-8
- Bijeli zubi, Zadie Smith. Prevoditelj: Selma Dimitrijević. Nakladnik: V.B.Z. Broj stranica: 352. Beletristika. ISBN 953-201-130-7
- Blaga je noć. Francis Scott Fitzgerald. Prevoditelj: Antun Šoljan. Nakladnik: Alfa. Broj stranica: 418. Beletristika. ISBN 953-168-324-7

### C
- Crna kutija, Amos Oz. Prevoditelj: Zlatko Crnković. Nakladnik: Hena com. Broj stranica: 269. Beletristika. ISBN 953-651-045-6

### Č
- Četiri sporazuma sa samim sobom, Don Miguel Ruiz. Prevoditelj: Radha Rojc-Belčec. Nakladnik: V.B.Z. Broj stranica: 86. Duhovna literatura i Self-Help. ISBN 953-201-089-0

### O
- Odnekud dolaze sanjari, Stjepan Tomaš. Izdavač: Naklada Ljevak. Broj stranica: 206. ISBN 953-178-177-X

## Vanjske poveznice
|  | Zajednički poslužitelj ima još gradiva o temi Knjige iz 2001. |